# Casa da Áustria-Este
Casa da Áustria-Este ou Habsburgo-Este (em alemão: Österreich-Este, Habsburg-Este; em italiano: Austria-Este, Asburgo-Este) é um ramo menor da dinastia de Habsburgo-Lorena, iniciado pelo arquiduque Fernando Carlos, regente do Ducado de Milão e quarto filho varão da imperatriz Maria Teresa da Áustria.
Fernando casou-se em 1771 com a princesa Maria Beatriz d'Este, filha única do duque Hércules III de Módena e de Maria Teresa Cybo-Malaspina, duquesa de Massa e Carrara e última de sua linhagem.
Com a morte do sogro, Fernando Carlos torna-se duque titular de Módena sem, entretanto, jamais conseguir tomar posse do ducado, ocupado por Napoleão. Seu filho Francisco IV foi, com efeito, o primeiro Habsburgo reinante de Módena.
Sucede-lhe seu filho, Francisco V, Duque de Módena que acabou por perder os seus estados no decurso do risorgimento italiano (1859), retirando-se para a Áustria onde faleceu em 1875. Em 1840, após a morte de sua mãe, Francisco V foi considerado como o legítimo herdeiro do trono Inglês e Escocês pelos Jacobitas (Francisco I). Ao morrer, em Viena, a linha masculina dos Áustria-Este extinguiu-se.
Apesar de sua sobrinha, a arquiduquesa Maria Teresa da Àustria-Este (+ 1919) ter descendentes, Francisco V respeitou a Lei Sálica usada pelos Habsburgos, decidindo reter o nome Este na família e deixando o seu imenso património ao seu jovem primo, o arquiduque Francisco Fernando da Áustria-Hungria, com certas condições, uma das quais seria que o herdeiro e futuros herdeiros usassem o nome Este. A tradição da família Este acabou por cair na linha do Arquiduque Carlos Luís, irmão mais novo do Imperador Francisco José. Diz-se que Áustria-Este é, de alguma forma, uma linha "secundogénita" da família imperial Austríaca.
Com a "adopção" de Francisco V a linha dos Arquiduques de Áustria-Este passou a ser:
- Francisco Fernando, Arquiduque de Áustria-Este, 1875–1914
- Carlos, Imperador da Áustria e Arquiduque de Áustria-Este, 1914–1917
- Arquiduque Roberto da Áustria-Este, 1917–1996[1][2][3]
- Arquiduque Lorenz da Áustria-Este, desde 1996[4]

O Arquiduque Roberto decretou que todos os seus descendentes em linha masculina têm o direito de usar o nome de família Áustria-Este tomando, então, o título de Duque de Este que deverá ser usado pelo chefe da família de Áustria-Este. [carece de fontes?]

## Árvore Genealógica

### Linha dos Duques de Módena (até 1875)
```
Hércules III d'Este
 (1727–1803), Duque Soberano de Módena-Reggio
× 
Maria Teresa Cybo-Malaspina
, Duquesa Soberana de Massa-Carraca
|
+-- Rinaldo Francesco d'Este (1753)
|
+-- 
Maria Beatriz d'Este
 (1750–1829)
    × 
Fernando Carlos
, Arquiduque de Áustria
    |
    +-- José Francisco (1772)
    |
    +-- 
Francisco IV de Áustria-Este
 (1779–1846)
    |   × Maria Beatriz de Sabóia
    |   |
    |   +-- Maria Teresa de Áustria-Este (1817–1886)
    |   |   × Henrique V de Bourbon
    |   |
    |   +-- 
Francisco V de Áustria-Este
 (1819–1875)
    |   |   × Adelgunde da Baviera
    |   |   |
    |   |   +-- Ana Beatriz de Áustria-Este (1848–1849)
    |   |
    |   +-- Fernando Carlos de Áustria-Este (1821–1849)
    |   |   × Isabel de Áustria (neta do imperador Leopoldo II)
    |   |   |
    |   |   +-- Maria Teresa de Áustria-Este (1849–1919)
    |   |       × 
Luís III
, Rei da Baviera
    |   |
    |   +-- Maria Beatriz de Áustria-Este (1824–1906)
    |       × 
João de Bourbon, Conde de Montizón

    |       |
    |       +-- 
Carlos de Bourbon, Duque de Madrid
 (1848–1909)
    |       |
    |       +-- Afonso Carlos de Bourbon, Duque de San Jaime (1849–1936)
    |
    +-- Fernando de Áustria-Este (1781–1850), 
sem aliança

    |
    +-- Maximiliano José de Áustria-Este (1782–1863)
    |   × Margarida Louw (1790–1850)
    |
    +-- Carlos de Áustria-Este (1785–1809), Arcebispo de 
Esztergom

    |
    +-- 
Maria Teresa de Áustria-Este

    |   × 
Vítor Emanuel I da Sardenha

    |
    +-- Josefa de Áustria-Este (1775–1777)
    |
    +-- Maria-Leopoldina de Áustria-Este (1776–1848)
    |   × Luís, Conde de Arco
    |
    +-- Maria Antónia (1784–1786)
    |
    +-- 
Maria Luísa de Áustria-Este
 (1787–1816)
        × 
Francisco I
, 
Imperador da Áustria
```

### Linha dos Arquiduques da Áustria (desde 1875)
```
Francisco I da Áustria
 (1768–1835)
× 
Maria Teresa de Bourbon-Duas Sicílias
 (1772–1807)
|
+-- 
Fernando I da Áustria
 (1793–1875)
|
+-- Francisco Carlos, Arquiduque da Áustria (1802–1878)
    × Sofia da Baviera (1805–1872)
    |
    +-- 
Francisco José da Áustria
 (1830–1916)
    |   × 
Isabel da Baviera
 ("Sissi")
    |   |
    |   +--
Rudolfo
 (1858—1889), Príncipe Imperial
    |
    +-- 
Maximiliano I do México
 (1832–1867)
    |
    +-- 
Carlos Luís da Áustria
 (1833–1896)
        × 
Maria Anunciata de Bourbon-Duas Sicílias

        |
        +-- 
Francisco Fernando
 (1863–1914), herdeiro testamentário de Francisco V da Áustria-Este
        |
        +-- 
Otão Francisco da Áustria
 (1865–1906)
            × 
Maria José da Saxônia

            |
            +-- 
Carlos I da Áustria
 (1887–1922), último Imperador da Áustria, 
Arquiduque da Áustria-Este
 (1914-1917)
            |   × 
Zita de Bourbon-Parma
 (1892–1989)
            |   |
            |   +-- 
Otâo de Habsburgo-Lorena
 (1912– ), 
actual Chefe da Casa de Habsburgo

            |   |   × 
Regina de Saxe-Meiningen
 (1925–2010), com geração
            |   |
            |   +-- 
Roberto da Áustria-Este
 (
Robert
) (1915–1996), 
Arquiduque da Áustria-Este
 (1917-1996)
            |   |   × 
Margarida de Sabóia-Aosta
 (1930– )
            |   |   |
            |   |   +-- Maria Beatriz (
Maria Beatrix
) da Áustria-Este (1954– )
            |   |   |
            |   |   +-- 
Lourenço da Áustria-Este
 (1955– ), 
actual 
Duque de Este

            |   |   |   × 
Astrid da Bélgica
 (1962– )
            |   |   |   |
            |   |   |   +-- 
Amadeu
 (
Amedeo
) (1986– ), 
Herdeiro aparente

            |   |   |   +-- 
Maria Laura
 (1988– )
            |   |   |   +-- Joaquim (
Joachim
) (1991– )
            |   |   |   +-- Luisa Maria (1995– )
            |   |   |   +-- Letícia Maria (
Laetitia Maria
) (2003– )
            |   |   |
            |   |   +-- Arquiduque Gerardo (
Gerhard
) (1957– )
            |   |   |
            |   |   +-- Arquiduque Martim (
Martin
) (1959– )
            |   |   |
            |   |   +-- Arquiduquesa Isabel (
Isabella
) (1963– )
            |   |
            |   +-- Arquiduque Felix (1916– )
            |   |
            |   +-- Arquiduque Carlos Luís (
Karl Ludwig
) (1918–2007)
            |   |
            |   +-- Arquiduque Rudolfo (
Rudolf
) (1919–2010)
            |
            +-- Arquiduque Maximiliano Eugénio (
Maximilian Eugen
) (1895–1952)
```

## Brasões de Armas

Brasão do arquiduque Fernando Carlos de Áustria-Este (1754–1806)
Brasão de Francisco IV da Áustria-Este (1779–1846)
Brasão de Francisco V da Áustria-Este (1819–1875)
Brasão de Francisco Fernando da Áustria-Este (1863–1914)
Brasão de Roberto da Áustria-Este (1915–1996)